# Olaf Roggensack
Olaf Roggensack (født 29. maj 1997 i Berlin, Tyskland) er en tysk roer.
Roggensack vandt en sølvmedalje ved OL 2020 i Tokyo, hvor han sammen med Johannes Weißenfeld, Laurits Follert, Torben Johannesen, Jakob Schneider, Malte Jakschik, Richard Schmidt, Hannes Ocik og styrmand Martin Sauer udgjorde den tyske otter. Tyskerne blev i finalen besejret med knap et sekund af guldvinderne fra New Zealand, mens Storbritannien vandt bronze.
Roggensack har desuden vundet en EM-guldmedalje i otter ved EM 2020 i Polen.

## OL-medaljer
- 2020:  Sølv i otter